# Powiat Yamato
Powiat Yamato (jap. 山門郡 Yamato-gun) – dawny powiat w Japonii, w prefekturze Fukuoka. W 2007 roku liczył 28 756 mieszkańców i zajmował powierzchnię 64,1 km².

## Historia[2]

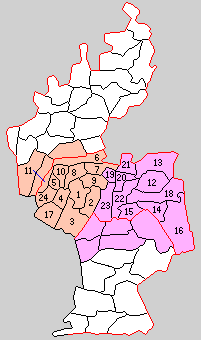
Powiat Yamato (1–24 – 1889 r.)

W pierwszym roku okresu Meiji na terenie powiatu znajdowały się 1 miejscowość i 113 wiosek. Powiat został założony 1 listopada 1878 roku. 1 kwietnia 1889 roku powiat został podzielony 3 miejscowości: Yanagawa (jap. 柳河町), 上瀬高町 i 下瀬高町 oraz 21 wiosek: Shiozuka, Takao, Ariake, Higashimiyanaga, Shirouchi, Kawakita, Kawabe, Miyanouchi, Tarumi, Okinohata, Kiyomizu, Mizukami, Tomihara, 竹海村, Madenokōji, 西宮永村, Midori, Hongō, Ogawa, 河沿村 i 両開村.
- 1 stycznia 1901 – miejscowości 上瀬高町 i 下瀬高町 połączyły się tworząc miejscowość Setaka. (2 miejscowości, 21 wiosek)
- 1 stycznia 1907: (2 miejscowości, 14 wiosek)
  - w wyniku połączenia wiosek Tomihara, 竹海村, Madenokōji i części wsi Midori  powstała wioska Yamakawa.
  - miejscowość Setaka powiększyła się o teren wiosek Hongō, Ogawa, 河沿村 i pozostałej części wsi Midori.
  - w wyniku połączenia wiosek Kiyomizu i Mizukami powstała wioska Higashiyama.
- 20 marca 1907: (2 miejscowości, 9 wiosek)
  - w wyniku połączenia wiosek Kawakita, Kawabe, Miyanouchi i Tarumi powstała wioska Mitsuhashi.
  - w wyniku połączenia wiosek Shiozuka, Takao i Ariake powstała wioska Yamato.
- 1 kwietnia 1951 – w wyniku połączenia miejscowości Yanagawa (柳河町) i wiosek Shirouchi, Okinohata, 西宮永村, Higashimiyanaga i 両開村 powstała miejscowość Yanagawa (柳川町). (2 miejscowości, 4 wioski)
- 1 kwietnia 1952 – miejscowość Yanagawa zdobyła status miasta. (1 miejscowość, 4 wioski)
- 1 czerwca 1952 – wioska Mitsuhashi zdobyła status miejscowości. (2 miejscowości, 3 wioski)
- 1 września 1952 – wioska Yamato zdobyła status miejscowości. (3 miejscowości, 2 wioski)
- 30 września 1956 – wioska Higashiyama została włączona w teren miejscowości Setaka. (3 miejscowości, 1 wioska)
- 10 kwietnia 1959 – część wsi Yamakawa została włączona w teren miejscowości Takata (z powiatu Miike).
- 1 kwietnia 1969 – wioska Yamakawa zdobyła status miejscowości. (4 miejscowości)
- 21 marca 2005 – miejscowości Mitsuhashi i Yamato zostały włączone w teren miasta Yanagawa. (2 miejscowości)
- 29 stycznia 2007 – w wyniku połączenia trzech miejscowości Setaka, Yamakawa i Takata (z powiatu Miike) powstało miasto Miyama. W wyniku tego połączenia powiat został rozwiązany.